# Guy Molinari

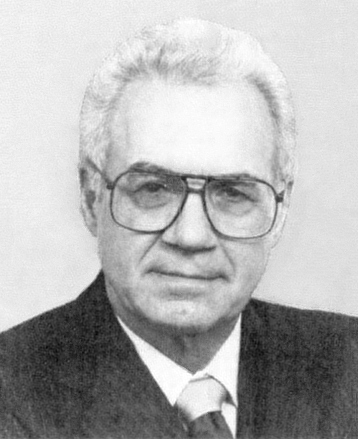
Guy Molinari (1987)

Gaetano Victor „Guy“ Molinari (* 23. November 1928 in New York City, New York; † 25. Juli 2018 ebenda) war ein US-amerikanischer Politiker. Zwischen 1981 und 1989 vertrat er den Bundesstaat New York im US-Repräsentantenhaus.

## Werdegang
Guy Molinari war der Sohn von S. Robert Molinari, der als Abgeordneter in der New York State Assembly ebenfalls politisch tätig war. Er besuchte zunächst Privatschulen. 1945 absolvierte er die New Dorp High School auf Staten Island. Anschließend besuchte er bis 1949 das dortige Wagner College. Nach einem anschließenden Jurastudium an der New York Law School und seiner 1953 erfolgten Zulassung als Rechtsanwalt begann er in diesem Beruf zu arbeiten. Zwischenzeitlich diente er zur Zeit des Koreakrieges von 1951 bis 1953 als Feldwebel im United States Marine Corps. Politisch schloss er sich der Republikanischen Partei an. Zwischen 1974 und 1980 war er wie sein Vater Abgeordneter in der State Assembly. 1979 und 1980 nahm er an den regionalen Parteitagen der Republikaner für den Staat New York teil; in den Jahren 1980 und 1984 war er Delegierter zu den jeweiligen Republican National Conventions, auf denen Ronald Reagan als Präsidentschaftskandidat nominiert wurde.
Bei den Kongresswahlen des Jahres 1980 wurde Molinari im 17. Wahlbezirk von New York in das US-Repräsentantenhaus in Washington, D.C. gewählt, wo er am 3. Januar 1981 die Nachfolge des Demokraten John M. Murphy antrat. Nach vier Wiederwahlen konnte er bis zu seinem Rücktritt am 31. Dezember 1989 im Kongress verbleiben. Seit 1983 vertrat er dort den 14. Distrikt seines Staates; dort folgte ihm dann seine Tochter Susan. Sein Rücktritt erfolgte, nachdem er das Amt des Borough-Präsidenten für Staten Island angenommen hatte. Diese Position bekleidete er von 1990 bis 2001.